# Ken Skupski
Ken Skupski (Liverpool, 9 aprile 1983) è un ex tennista britannico.

## Biografia
Ha un fratello di nome Neal, anche lui tennista professionista.
Ha ottenuto i suoi migliori risultati in doppio, specialità in cui ha vinto 7 titoli nel circuito maggiore e vari altri nei circuiti minori, raggiungendo il 44º posto del ranking ATP il 12 luglio 2010. In singolare ha vinto solo un torneo ITF e non è andato oltre la 527ª posizione del 23 giugno 2008. Si è ritirato nel 2022 dopo la sconfitta al terzo turno di Wimbledon in coppia con Jonny O'Mara.

## Statistiche

### Doppio

#### Vittorie (7)
| Legenda              |
| Grande Slam (0)      |
| ATP Finals (0)       |
| ATP Masters 1000 (0) |
| ATP Tour 500 (1)     |
| ATP Tour 250 (6)     |

| N. | Data              | Torneo                               | Superficie  | Compagno      | Avversari in finale                 | Punteggio            |
| 1. | 27 settembre 2009 | Open de Moselle, Metz                | Cemento (i) | Colin Fleming | Arnaud Clément Michaël Llodra       | 4-6, 6-2, [10-5]     |
| 2. | 1º novembre 2009  | St. Petersburg Open, San Pietroburgo | Cemento (i) | Colin Fleming | Jérémy Chardy Richard Gasquet       | 4-6, 6-2, [10-5]     |
| 3. | 20 febbraio 2011  | Open 13, Marsiglia                   | Cemento (i) | Robin Haase   | Julien Benneteau Jo-Wilfried Tsonga | 6-4, 6(4)-7, [13-11] |
| 4. | 10 febbraio 2018  | Open Sud de France, Montpellier      | Cemento (i) | Neal Skupski  | Ben McLachlan Hugo Nys              | 7-6(2), 6-4          |
| 5. | 28 aprile 2019    | Hungarian Open, Budapest             | Terra rossa | Neal Skupski  | Marcus Daniell Wesley Koolhof       | 6-3, 6-4             |
| 6. | 20 marzo 2021     | Abierto Mexicano Telcel, Acapulco    | Cemento     | Neal Skupski  | Marcel Granollers Horacio Zeballos  | 7-6(3), 6-4          |
| 7. | 4 ottobre 2021    | Sofia Open, Sofia                    | Cemento (i) | Jonny O'Mara  | Oliver Marach Philipp Oswald        | 6-3, 6-4             |

#### Finali perse (10)
| Legenda              |
| Grande Slam (0)      |
| ATP Finals (0)       |
| ATP Masters 1000 (0) |
| ATP Tour 500 (0)     |
| ATP Tour 250 (10)    |

| N.  | Data              | Torneo                                                        | Superficie  | Compagno        | Avversari in finale                    | Punteggio           |
| 1.  | 19 giugno 2010    | AEGON International, Eastbourne (1)                           | Erba        | Colin Fleming   | Mariusz Fyrstenberg Marcin Matkowski   | 3-6, 7-5, [8-10]    |
| 2.  | 23 giugno 2012    | AEGON International, Eastbourne (2)                           | Erba        | Jamie Delgado   | Colin Fleming Ross Hutchins            | 4-6, 3-6            |
| 3.  | 29 luglio 2012    | Farmers Classic, Los Angeles                                  | Cemento     | Jamie Delgado   | Xavier Malisse Ruben Bemelmans         | 6(5)-7, 6-4, [7-10] |
| 4.  | 19 ottobre 2013   | Kremlin Cup, Mosca                                            | Cemento (i) | Neal Skupski    | Michail Elgin Denis Istomin            | 2-6, 6-1, [12-14]   |
| 5.  | 13 agosto 2016    | Abierto Mexicano Los Cabos Open, Los Cabos                    | Cemento     | Jonathan Erlich | Purav Raja Divij Sharan                | 6(4)-7, 6(3)-7      |
| 6.  | 29 giugno 2018    | Nature Valley International, Eastbourne (3)                   | Erba        | Neal Skupski    | Luke Bambridge Jonny O'Mara            | 5-7, 4-6            |
| 7.  | 23 settembre 2018 | Open de Moselle, Metz                                         | Cemento (i) | Neal Skupski    | Nicolas Mahut Édouard Roger-Vasselin   | 1-6, 5-7            |
| 8.  | 24 febbraio 2019  | Delray Beach International Tennis Championships, Delray Beach | Cemento     | Neal Skupski    | Bob Bryan Mike Bryan                   | 6(5)-7, 4-6         |
| 9.  | 14 aprile 2019    | U.S. Men's Clay Court Championships, Houston                  | Terra rossa | Neal Skupski    | Santiago González Aisam-ul-Haq Qureshi | 6-3, 4-6, [6-10]    |
| 10. | 25 maggio 2019    | Open Parc Auvergne-Rhône-Alpes Lyon, Lione                    | Terra rossa | Neal Skupski    | Ivan Dodig Édouard Roger-Vasselin      | 4-6, 3-6            |

### Tornei minori

#### Singolare

##### Vittorie (1)
| Legenda        |
| Challenger (0) |
| Futures (1)    |

| N. | Data           | Torneo                  | Superficie | Avversario in finale | Punteggio |
| 1. | 18 maggio 2008 | Thalassa Cup, Heraklion | Cemento    | David Canudas        | 6-3, 6-3  |

##### Finali perse (1)
| Legenda        |
| Challenger (0) |
| Futures (1)    |

| N. | Data             | Torneo                                  | Superficie  | Avversario in finale | Punteggio |
| 1. | 18 novembre 2007 | AEGON Pro Series Sunderland, Sunderland | Cemento (i) | Adrian Mannarino     | 4-6, 3-6  |

#### Doppio

##### Vittorie (33)
| Legenda         |
| Challenger (33) |
| Futures (0)     |

| N.  | Data              | Torneo                                                   | Superficie    | Compagno           | Avversari in finale                      | Punteggio         |
| 1.  | 16 novembre 2008  | Jersey International, Saint Brélade                      | Cemento (i)   | Colin Fleming      | Chris Guccione Marcio Torres             | 6-3, 6-2          |
| 2.  | 1º marzo 2009     | Volkswagen Challenger, Wolfsburg                         | Sintetico (i) | Travis Rettenmaier | Serhij Bubka Alexander Koudriavtsev      | 6-3, 6-4          |
| 3.  | 24 maggio 2009    | Cremona Challenger, Cremona                              | Cemento       | Colin Fleming      | Daniele Bracciali Alessandro Motti       | 6-2, 6-1          |
| 4.  | 2 agosto 2009     | Challenger Banque Nationale de Granby, Granby            | Cemento       | Colin Fleming      | Amir Hadad Harel Levy                    | 6-3, 7-6(6)       |
| 5.  | 25 ottobre 2009   | Open D'Orleans, Orléans                                  | Cemento (i)   | Colin Fleming      | Sébastien Grosjean Olivier Patience      | 6-1, 6-1          |
| 6.  | 28 marzo 2010     | The Jersey International, Jersey                         | Cemento (i)   | Rohan Bopanna      | Jonathan Marray Jamie Murray             | 6-2, 1-6, [10-6]  |
| 7.  | 6 giugno 2010     | AEGON Trophy, Nottingham                                 | Erba          | Colin Fleming      | Eric Butorac Scott Lipsky                | 7-6(3), 6-4       |
| 8.  | 13 febbraio 2011  | Internazionali di Tennis di Bergamo, Bergamo             | Cemento (i)   | Frederik Nielsen   | Michail Elgin Aleksandr Kudrjavcev       | W/O               |
| 9.  | 31 luglio 2011    | Guzzini Challenger, Recanati                             | Cemento       | Frederik Nielsen   | Federico Gaio Purav Raja                 | 6-4, 7-5          |
| 10. | 9 ottobre 2011    | Mons Challenger, Mons                                    | Cemento (i)   | Johan Brunström    | Kenny de Schepper Édouard Roger-Vasselin | 7-6, 6-3          |
| 11. | 19 febbraio 2012  | Internazionali di Tennis di Bergamo, Bergamo             | Cemento (i)   | Jamie Delgado      | Martin Fischer Philipp Oswald            | 7-5, 7-5          |
| 12. | 12 maggio 2012    | Roma Open, Roma                                          | Terra rossa   | Jamie Delgado      | Adrián Menéndez Maceiras Walter Trusendi | 6-1, 6-4          |
| 13. | 21 luglio 2013    | Guzzini Challenger, Recanati                             | Cemento       | Neal Skupski       | Gianluigi Quinzi Adelchi Virgili         | 6-4, 6-2          |
| 14. | 4 agosto 2013     | Open Castilla y León, Segovia                            | Cemento       | Neal Skupski       | Michail Elgin Uladzimir Ihnacik          | 6-3, 6-7, 10-6    |
| 15. | 15 settembre 2013 | ATP Roller Open, Pétange                                 | Cemento       | Neal Skupski       | Benjamin Becker Tobias Kamke             | 6-3, 6-7, 10-7    |
| 16. | 22 settembre 2013 | Pekao Open, Stettino                                     | Terra rossa   | Neal Skupski       | Andrea Arnaboldi Alessandro Giannessi    | 6-3, 1-6, 10-7    |
| 17. | 21 settembre 2014 | Izmir Cup, Smirne                                        | Cemento       | Neal Skupski       | Malek Jaziri Alexander Kudryavtsev       | 6-1, 6-4          |
| 18. | 9 novembre 2014   | Slovak Open, Bratislava                                  | Cemento (i)   | Neal Skupski       | Norbert Gombos Adam Pavlásek             | 6-3, 7-6          |
| 19. | 14 giugno 2015    | Surbiton Trophy, Surbiton                                | Erba          | Neal Skupski       | Marcus Daniell Marcelo Demoliner         | 6-3, 6-4          |
| 20. | 26 luglio 2015    | Guzzini Challenger, Recanati                             | Cemento       | Divij Sharan       | Ilija Bozoljac Flavio Cipolla            | 4-6, 7-6, [10-6]  |
| 21. | 13 settembre 2015 | Trophee des Alpilles, Saint-Rémy-de-Provence             | Cemento       | Neal Skupski       | Andrej Martin Igor Zelenay               | 6-4, 6-1          |
| 22. | 14 febbraio 2016  | Internazionali di Tennis di Bergamo, Bergamo             | Cemento (i)   | Neal Skupski       | Nikola Mektić Antonio Šančić             | 6-3, 7-5          |
| 23. | 28 febbraio 2016  | Challenger DCNS de Cherbourg, Cherbourg-Octeville        | Sintetico (i) | Neal Skupski       | Yoshihito Nishioka Aldin Šetkić          | 4-6, 6-3, [10-6]  |
| 24. | 11 settembre 2016 | Trophee des Alpilles, Saint-Rémy-de-Provence             | Cemento       | Neal Skupski       | David O'Hare Joe Salisbury               | 6-7, 6-4, [10-5]  |
| 25. | 13 novembre 2016  | Slovak Open, Bratislava                                  | Cemento (i)   | Neal Skupski       | Purav Raja Divij Sharan                  | 5-7, 6-3, [10-8]  |
| 26. | 28 maggio 2017    | Venice Challenge Save Cup, Venezia                       | Terra rossa   | Neal Skupski       | Julian Knowle Igor Zelenay               | 4-6, 6-3, [10-5]  |
| 27. | 18 giugno 2017    | Nottingham Open, Nottingham                              | Erba          | Neal Skupski       | Matt Reid John-Patrick Smith             | 7-6, 2-6, [10-7]  |
| 28. | 12 novembre 2017  | Slovak Open, Bratislava                                  | Cemento (i)   | Neal Skupski       | Sander Arends Antonio Šančić             | 5-7, 6-3, [10-8]  |
| 29. | 4 febbraio 2018   | Open EuroEnergie de Quimper, Quimper                     | Cemento       | Neal Skupski       | Sander Gillé Joran Vliegen               | 6-3, 3-6, [10-7]  |
| 30. | 13 ottobre 2019   | Internationaux de Tennis de Vendee, Mouilleron-le-Captif | Cemento (i)   | Jonny O'Mara       | Sander Arends David Pel                  | 6-1, 6-4          |
| 31. | 3 novembre 2019   | Bauer Cup, Eckental                                      | Sintetico (i) | John-Patrick Smith | Sander Arends Roman Jebavý               | 7-6, 6-4          |
| 32. | 12 giugno 2021    | Nottingham Open, Nottingham                              | Erba          | Matt Reid          | Matthew Ebden John-Patrick Smith         | 4-6, 7-5, [10-6]  |
| 33. | 11 giugno 2022    | Nottingham Open, Nottingham                              | Erba          | Jonny O'Mara       | Julian Cash Henry Patten                 | 3-6, 6-2, [16-14] |

## Risultati in progressione
| Sigla | Risultato               |
| ----- | ----------------------- |
| V     | Vincitore               |
| F     | Finalista               |
| SF    | Semifinalista           |
| O     | Oro olimpico            |
| A     | Argento olimpico        |
| SF    | Bronzo olimpico         |
| QF    | Quarti di Finale        |
| 4T    | Quarto turno            |
| 3T    | Terzo turno             |
| 2T    | Secondo turno           |
| 1T    | Primo turno             |
| RR    | Round Robin             |
| LQ    | Turno di qualificazione |
| A     | Assente                 |
| ND    | Non disputato           |

| Legenda superfici    |
| -------------------- |
| Cemento              |
| Terra battuta        |
| Erba                 |
| Superficie variabile |

### Doppio
| Tornei Grande Slam         |     |               |               |               |     |               |               |               |     |               |               |               |               |     |     |       |
| Australian Open, Melbourne | A   | A             | 2T            | 1T            | 1T  | 1T            | A             | A             | A   | 1T            | 1T            | 2T            | QF            | 2T  | 2T  | 7-10  |
| Roland Garros, Parigi      | A   | A             | 2T            | 1T            | A   | 1T            | 1T            | A             | 1T  | A             | 2T            | 2T            | 1T            | 1T  | A   | 3-9   |
| Wimbledon, Londra          | 1T  | 1T            | 2T            | 1T            | 2T  | 2T            | 1T            | 1T            | 2T  | QF            | 3T            | 2T            | ND            | 2T  | 3T  | 13-14 |
| US Open, New York          | A   | A             | 1T            | A             | 3T  | 1T            | A             | A             | A   | 2T            | 1T            | 1T            | 1T            | 1T  | A   | 3-8   |
| Vittorie-Sconfitte         | 0-1 | 0-1           | 3-4           | 0-3           | 3-3 | 1-4           | 0-2           | 0-1           | 1-2 | 4-3           | 3-4           | 3-4           | 3-3           | 2-4 | 3-2 | 26-41 |
| Nazionale                  |     |               |               |               |     |               |               |               |     |               |               |               |               |     |     |       |
| Giochi Olimpici            | A   | Non disputati | Non disputati | Non disputati | A   | Non disputati | Non disputati | Non disputati | A   | Non disputati | Non disputati | Non disputati | Non disputati | A   | ND  | 0-0   |
| Vittorie-Sconfitte         | 0-0 | Non disputati | Non disputati | Non disputati | 0-0 | Non disputati | Non disputati | Non disputati | 0-0 | Non disputati | Non disputati | Non disputati | Non disputati | 0-0 | ND  | 0-0   |

### Doppio misto
Aggiornato a tutto il 2020.
| Tornei Grande Slam         |               |               |               |     |               |               |               |     |               |               |               |               |       |
| Australian Open, Melbourne | A             | A             | A             | A   | A             | A             | A             | A   | A             | A             | A             | A             | 0-0   |
| Roland Garros, Parigi      | A             | A             | A             | A   | A             | A             | A             | A   | A             | A             | A             | ND            | 0-0   |
| Wimbledon, Londra          | 2T            | 2T            | 2T            | 3T  | A             | A             | 2T            | 1T  | QF            | 2T            | 1T            | ND            | 10-9  |
| US Open, New York          | A             | A             | A             | A   | A             | A             | A             | A   | A             | A             | 1T            | ND            | 0-1   |
| Vittorie-Sconfitte         | 1-1           | 1-1           | 1-1           | 2-1 | 0-0           | 0-0           | 1-1           | 0-1 | 3-1           | 1-1           | 0-2           | 0-0           | 10-10 |
| Nazionale                  |               |               |               |     |               |               |               |     |               |               |               |               |       |
| Giochi Olimpici            | Non disputati | Non disputati | Non disputati | A   | Non disputati | Non disputati | Non disputati | A   | Non disputati | Non disputati | Non disputati | Non disputati | 0-0   |
| Vittorie-Sconfitte         | Non disputati | Non disputati | Non disputati | 0-0 | Non disputati | Non disputati | Non disputati | 0-0 | Non disputati | Non disputati | Non disputati | Non disputati | 0-0   |